# 에로게 목록
성인 게임 목록(アダルトゲーム一覧)
BL：보이즈 러브 게임(목록)
TV：텔레비전 애니메이션화 된 성인 게임
| 목차: 0-9 A-M N-Z ㄱ ㄴ ㄷ ㄹ ㅁ ㅅ ㅇ ㅊ ㅋ ㅌ ㅍ ㅎ |

## 0-9
- 11eyes -죄와 벌과 속죄의 소녀-(11eyes -罪と罰と贖いの少女-) - Lass, 2008년 4월 25일, TV
- 3LDK♥ - DEEP BLUE, 2003년 6월 27일

## A-M
- AIR - Key, 2000년 9월 8일, TV
- Clover Heart's - ALcot, 2003년 11월 28일
- CROSS†CHANNEL - 플라잉샤인(FlyingShine), 2003년 9월 26일
- Cross Days - 오버플로우(オーバーフロー), 2010년 3월 19일
- DALLY DASH! - SPLATTER HOUR, 2003년, BL
- D.C. 다카포(D.C. ～ダ・カーポ～) - 서커스(CIRCUS), 2002년 6월 28일, TV
  - D.C. 다카포 II(D.C.II ～ダ・カーポII～) - 2006년 5월 26일, TV
- DR2 나이트 작귀(DR2ナイト雀鬼) - 리프(Leaf), 1995년 2월 24일
- ef - a fairy tale of the two. - minori, TV
  - ef - the first tale. - 2006년 12월 22일
  - ef - the latter tale. - 2008년 5월 30일
- Fate/stay night - 타입문(TYPE-MOON), 2004년 1월 30일, TV
  - Fate Hollow Ataraxia - 2005년 10월 28일
- Filsnown -빛과 그림자-(Filsnown -光と刻-) - 리프(Leaf), 1995년 8월 3일
- FORTUNE ARTERIAL - AUGUST(オーガスト), 2008년 1월 25일, TV
- G선상의 마왕(G線上の魔王) - 아카베소프트2(あかべぇそふとつぅ), 2008년 5월 29일
- IZUMO - Studio e.go!, 2001년12월 21일
- Kanon - Key, 1999년 6월 4일, TV
- MISS EACH OTHER - 오버플로우(オーバーフロー), 2004년 4월 30일

## N-Z
- Natural Another One - F&C FC03, 2003년 9월 26일
- One ~빛나는 계절로~(ONE ～輝く季節へ～) - Tactics, 1998년 5월 29일
- Peace@Pieces - 유니존시프트 (ユニゾンシフト), 2004년 12월 23일
  - Peace@Pieces+원 모어@피시즈(わんもあ@ぴぃしぃず) Special Memorial Edition - 2005년 8월 19일
- PureMail - 오버플로우(オーバーフロー), 2000년 8월 25일
- Really? Really! - Navel, 2006년 11월 24일
- School Days - 오버플로우(オーバーフロー), 2005년 4월 28일, TV
  - Summer Days - 2006년 6월 23일
  - Cross Days - 2010년 3월 19일
- SHUFFLE! - Navel, 2004년 1월 30일, TV
  - Tick! Tack! - 2005년 9월 16일
  - Really? Really! - 2006년 11월 24일
  - SHUFFLE! Essence+ - 2009년 10월 30일
- Soul Link - Navel, 2004년 12월 17일, TV
  - Soul Link ULTIMATE - Navel, 2010년 6월 25일
- Summer Days - 오버플로우(オーバーフロー), 2006년 6월 23일
- Summer Radish Vacation!!(Summerラディッシュバケーション!!) - 오버플로우(オーバーフロー), 2003년 4월 1일
- Tears to Tiara - 리프(Leaf), 2005년 4월 28일, TV
- Tick! Tack! - Navel, 2005년 9월 16일
- To Heart - 리프(Leaf), 1997년 5월 23일, TV
  - To Heart 2 XRATED - 2005년 12월 9일, TV
  - To Heart 2 AnotherDays - 2008년 2월 29일
- WHITE ALBUM - 리프(Leaf), 1998년 5월 1일, TV

## ㄱ
- 가녀린 그녀(いたいけな彼女) - ZERO, 2003년 10월 24일
- 거꾸로 오르는 허리케인(さかあがりハリケーン) - 기가(戯画), 2008년 11월 28일
- 그것은 흩날리는 벚꽃처럼(それは舞い散る桜のように) - 바질 소프트(BasiL), 2002년 6월 28일
  - 그것은 흩날리는 벚꽃처럼 완전판(それは舞い散る桜のように 完全版) - 2008년 10월 31일
- 꿈을 꾸는 약(ユメミルクスリ) - ruf, 2005년 12월 22일

## ㄴ
- 나선회랑2(螺旋回廊2) - rúf, 2001년 12월 14일
- 네가 바라는 영원(君が望む永遠) - âge, 2001년 8월 3일, TV
- 네가 부르는, 메기드의 언덕에서(君が呼ぶ、メギドの丘で) - 리프(Leaf), 2008년 12월 26일
- 네가 주인이고 집사가 나(君が主で執事が俺で) - 미나토소프트(みなとそふと), 2007년 5월 25일, TV
- 노을빛으로 물드는 언덕(あかね色に染まる坂) - feng, 2007년 7월 27일, TV

## ㄷ
- 다소가레(誰彼～たそがれ～) - 리프(Leaf), 2001년 2월 9일
- 드라크리우스(ドラクリウス) - 메로메로 큐트(めろめろキュート), 2007년 5월 25일

## ㄹ
- 레이프레이(レイプレイ) - 일루전(ILLUSION), 2006년 4월 21일
- 리얼리? 리얼리!(Really? Really!) - Navel, 2006년 11월 24일
- 리틀 버스터즈! 엑스터시(リトルバスターズ! エクスタシー) - Key, 2008년 7월 25일

## ㅁ
- 마이테츠(まいてつ) - 루즈(Lose), 2016년 3월 25일
- 만약 내일이 맑다면(もしも明日が晴れならば) - 파렛트(ぱれっと), 2006년 2월 24일
- 매지컬☆안티크(まじかる☆アンティーク) - 리프(Leaf), 2000년 4월 28일
- 미스 이치 아더(MISS EACH OTHER) - 오버플로우(オーバーフロー), 2004년 4월 30일
- 미라클 노통(みらくるのーとん) - 천연왕자(Tennenouji), 2006년 12월 27일, BL

## ㅅ
- 사랑하는 소녀와 수호의 방패(恋する乙女と守護の楯) - AXL, 2007년 6월 29일
- 사야의 노래(沙耶の唄) - 니트로플러스(ニトロプラス), 2003년 12월 26일
- 사쿠라 슈트랏세(さくらシュトラッセ) - 파렛트(ぱれっと), 2008년 1월 25일
  - 사쿠란보 슈트랏세(さくらんぼシュトラッセ) - 2008년 8월 29일
- 새벽녘보다 유리색인(夜明け前より瑠璃色な) - AUGUST(オーガスト), 2005년 9월 22일, TV
- 새하얀 색 심포니(ましろ色シンフォニー) - 파렛트(ぱれっと), 2009년 10월 30일
- 섬머 라딧슈 베케이션!!(Summerラディッシュバケーション!!) - 오버플로우(オーバーフロー), 2003년 4월 1일
- 섬머데이즈(Summer Days) - 오버플로우(オーバーフロー), 2006년 6월 23일
- 셔플!(SHUFFLE!) - Navel, 2004년 1월 30일, TV
  - 틱! 택!(Tick! Tack!) - 2005년 9월 16일
  - 리얼리? 리얼리!(Really? Really!) - 2006년 11월 24일
  - 셔플! 에센스 플러스(SHUFFLE! Essence+) - 2009년 10월 30일
- 소녀는 언니를 사랑하고 있다(処女はお姉さまに恋してる) - 카라멜 박스(キャラメルBOX), 2005년 1월 28일, TV
- 소울 링크(Soul Link) - Navel, 2004년 12월 17일, TV
- 스쿨데이즈(School Days) - 오버플로우(オーバーフロー), 2005년 4월 28일, TV
  - 섬머데이즈(Summer Days) - 2006년 6월 23일
  - 크로스데이즈(Cross Days) - 2010년 3월 19일
- 시즈쿠(雫) - 리프, 1996년 1월 26일

## ㅇ
- 어이쿠! 왕자님 ~호감가는 모양새~ - 동인팀 《대인배들》, 2008년 2월 9일, BL
- 얼굴없는 달(顔のない月) - ROOT, 2000년 12월 22일
- 에어(AIR) - Key, 2000년 9월 8일, TV
- 요스가노소라(ヨスガノソラ) - Sphere, 2008년 12월 5일, TV
  - 하루카나소라(ハルカナソラ) - 2009년 9월 25일
- 우리들에게 날개는 없다(俺たちに翼はない) - Navel, 2009년 1월 30일
  - 우리들에게 날개는 없다 ~Prelude~ - 2008년 6월 28일
  - 우리들에게 날개는 없다 ~After Story~ - 2010년 7월 30일 (예정)
- 월희(月姫) - 타입문(TYPE-MOON), 2000년 12월, TV
- 유작(遺作) - ELF(エルフ), 1995년 8월 25일
- 이즈모(IZUMO) - Studio e.go!, 2001년12월 21일
- 일곱빛깔★드롭스(ななついろ★ドロップス) - 유니슨소프트(ユニゾンシフト), 2006년 4월 21일, TV

## ㅊ
- 천사가 없는 12월(天使のいない12月) - 리프(Leaf), 2003년 9월 26일
- 천신난만(天神乱漫) - 유즈소프트(ゆずソフト), 2009년 5월 29일
- 축복의 칸파넬라(祝福のカンパネラ) - 윈드밀Oasis(ういんどみるOasis), 2009년 1월 30일, TV
- 칭송받는 자(うたわれるもの) - 리프(Leaf), 2002년 4월 26일, TV

## ㅋ
- 카나리아 ~이 구상을 노래에 실어∼(カナリア ～この想いを歌に乗せて～) - 프런트윙(FrontWing), 2000년 8월 4일
- 카논(Kanon) - Key, 1999년 6월 4일, TV
- 코믹 파티(こみっくパーティー) - 리프(Leaf), 1999년 5월 28일, TV
- 쿠사리(鎖 -クサリ-) - 리프(Leaf), 2005년 9월 22일
- 크로스 채널(CROSS†CHANNEL) - 플라잉샤인(FlyingShine), 2003년 9월 26일
- 크로스데이즈(Cross Days) - 오버플로우(オーバーフロー), 2010년 3월 19일
- 클로버하트(Clover Heart's) - ALcot, 2003년 11월 28일
- 키즈아토(痕) - 리프(Leaf), 1996년 7월 26일

## ㅌ
- 타유타마 -Kiss on my Deity-(タユタマ -Kiss on my Deity-) - Lump of Sugar, 2008년 7월 11일, TV
  - 타유타마 -It's happy days-(タユタマ -It's happy days-) - 2009년 5월 29일
- 타임리프 파라다이스(タイムリープぱらだいす) - 프런트윙(FrontWing), 2009년 8월 26일
- 토가이누의 피(咎狗の血) - Nitro+CHiRAL, 2005년 2월 25일, BL, TV
- 토모요 애프터 ~It's a Wonderful Life~(智代アフター ～It's a Wonderful Life～) - Key, 2005년 11월 25일
- 투하트(To Heart) - 리프(Leaf), 1997년 5월 23일, TV
  - 투하트2 XRATED(To Heart 2 XRATED) - 2005년 12월 9일, TV
  - 투하트2 AnotherDays(To Heart 2 AnotherDays) - 2008년 2월 29일
- 트윙클☆크루세이더스(ティンクル☆くるせいだーす) - Lillian, 2008년 9월 26일
- 티어즈 투 티아라(Tears to Tiara) - 리프(Leaf), 2005년 4월 28일, TV
- 틱! 택!(Tick! Tack!) - Navel, 2005년 9월 16일

## ㅍ
- 파스텔 차임(ぱすてるチャイム) - 앨리스 소프트(アリスソフト), 1998년 11월 26일
  - 파스텔 차임 컨티뉴(ぱすてるチャイムContinue) - 2005년 6월 17일
  - 파스차 C++(ぱすちゃC++) - 2005년 12월 9일
- 포춘 아테리얼(FORTUNE ARTERIAL) - AUGUST(オーガスト), 2008년 1월 25일, TV
- 퓨어메일(PureMail -ピュアメール-) - 오버플로우(オーバーフロー), 2000년 8월 25일
- 프리즘 아크 ~프리즘 하트 에피소드2~(プリズム・アーク ～プリズム・ハート エピソード2～) - 파자마소프트(ぱじゃまソフト), 2006년 8월 25일, TV
  - 프리즘 아크 러브러브 맥시멈!(プリズム・アーク らぶらぶマキシマム!) - 2008년 1월 25일
- 프린세스 윗치즈(プリンセスうぃっちぃず) - 파자마소프트(ぱじゃまソフト), 2005년 5월 27일
- 페이트/스테이 나이트(Fate/stay night) - 타입문(TYPE-MOON), 2004년 1월 30일, TV
  - 페이트/할로우 아타락시아(Fate Hollow Ataraxia) - 2005년 10월 28일

## ㅎ
- 하늘의 색, 물의 색(そらのいろ、みずのいろ) - Ciel, 2004년 6월 25일
- 하루카나소라(ハルカナソラ) - Sphere, 2009년 9월 25일
- 해피니스!(はぴねす!) - 윈드밀(ういんどみる), 2005년 10월 21일, TV
- 화이트 앨범(WHITE ALBUM) - 리프(Leaf), 1998년 5월 1일, TV
- 학원 헤븐 BOY'S LOVE SCRAMBLE!(学園ヘヴン BOY'S LOVE SCRAMBLE!) - 스프레이(Spray), 2002년 8월 2일, BL, TV

## 같이 보기
- 미소녀
- 미소녀 게임
- 비주얼 노벨